# Tour Down Under 2025
Tour Down Under 2025 – 25. edycja wyścigu kolarskiego Tour Down Under, która odbyła się w dniach od 21 do 26 stycznia 2025 na liczącej ponad 819 kilometrów trasie składającej się z 6 etapów i biegnącej z Prospect do Adelaide. Impreza kategorii 2.UWT należała do cyklu UCI World Tour 2025.

## Etapy
| Etap | Data   | Start – Meta                 | type        | Dystans (km) | Suma wzniesień (m) | Zwycięzca etapu  | Lider            |
| ---- | ------ | ---------------------------- | ----------- | ------------ | ------------------ | ---------------- | ---------------- |
| 1    | 21 sty | Prospect – Gumeracha         | płaski      | 150,7        | 1595 m             | Sam Welsford     | Sam Welsford     |
| 2    | 22 sty | Tanunda – Tanunda            | pagórkowaty | 128,8        | 1253 m             | Sam Welsford     | Sam Welsford     |
| 3    | 23 sty | Norwood – Uraidla            | pagórkowaty | 147,5        | 2648 m             | Javier Romo      | Javier Romo      |
| 4    | 24 sty | Glenelg – Victor Harbor      | płaski      | 157,2        | 2027 m             | Bryan Coquard    | Javier Romo      |
| 5    | 25 sty | McLaren Vale – Willunga Hill | górzysty    | 145,7        | 1764 m             | Jhonatan Narváez | Jhonatan Narváez |
| 6    | 26 sty | Adelaide – Adelaide          | płaski      | 90           | 627 m              | Sam Welsford     | Jhonatan Narváez |

## Uczestnicy

### Drużyny
| WorldTeams (18)- Alpecin-Deceuninck - Arkéa-B&B Hotels - Bahrain-Victorious - Cofidis - Decathlon AG2R La Mondiale Team - EF Education-EasyPost - Groupama-FDJ - Ineos Grenadiers - Intermarché-Wanty - Lidl-Trek - Movistar Team - Red Bull-BORA-hansgrohe - Soudal Quick-Step - Team Jayco AlUla - Team Picnic-PostNL - Team Visma \| Lease a Bike - UAE Team Emirates XRG - XDS Astana Team ProTeam- Israel-Premier Tech translation for headoftableIII_translate index 39 not found- UniSA-Australia |
| |

### Lista startowa
| Israel-Premier Tech IPT | Israel-Premier Tech IPT | Israel-Premier Tech IPT |
| ----------------------- | ----------------------- | ----------------------- |
| Nr                      | Kolarz                  | Miejsce                 |
| 1                       | Stephen Williams (GBR)  | 53.                     |
| 2                       | George Bennett (NZL)    | 30.                     |
| 3                       | Simon Clarke (AUS)      | 106.                    |
| 4                       | Pier-André Côté (CAN)   | 104.                    |
| 5                       | Nick Schultz (AUS)      | 81.                     |
| 6                       | Corbin Strong (NZL)     | 21.                     |
| 7                       | Michael Woods (CAN)     | 10.                     |

| Team Jayco AlUla JAY | Team Jayco AlUla JAY         | Team Jayco AlUla JAY |
| -------------------- | ---------------------------- | -------------------- |
| Nr                   | Kolarz                       | Miejsce              |
| 11                   | Lucas Plapp (AUS)            | 6.                   |
| 12                   | Luke Durbridge (AUS) (szosa) | 121.                 |
| 13                   | Chris Harper (AUS)           | 14.                  |
| 14                   | Michael Hepburn (AUS)        | 127.                 |
| 15                   | Kelland O’Brien (AUS)        | 73.                  |
| 16                   | Mauro Schmid (SUI) (szosa)   | 40.                  |
| 17                   | Campbell Stewart (NZL)       | 122.                 |

| Bahrain Victorious TBV | Bahrain Victorious TBV   | Bahrain Victorious TBV |
| ---------------------- | ------------------------ | ---------------------- |
| Nr                     | Kolarz                   | Miejsce                |
| 21                     | Phil Bauhaus (GER)       | 102.                   |
| 22                     | Nikias Arndt (GER)       | 101.                   |
| 23                     | Roman Ermakov (RUS)      | 79.                    |
| 24                     | Afonso Eulálio (POR)     | 15.                    |
| 25                     | Mathijs Paasschens (NED) | 82.                    |
| 26                     | Daniel Skerl (ITA)       | 131.                   |
| 27                     | Robert Stannard (AUS)    | 57.                    |

| UAE Team Emirates XRG UAD | UAE Team Emirates XRG UAD      | UAE Team Emirates XRG UAD |
| ------------------------- | ------------------------------ | ------------------------- |
| Nr                        | Kolarz                         | Miejsce                   |
| 31                        | Jay Vine (AUS)                 | 11.                       |
| 32                        | Rune Herregodts (BEL)          | 117.                      |
| 33                        | Julius Johansen (DEN)          | 120.                      |
| 34                        | Jhonatan Narváez (ECU) (szosa) | 1.                        |
| 35                        | Rui Oliveira (POR)             | 98.                       |
| 36                        | Marc Soler (ESP)               | 90.                       |
| 37                        | Pablo Torres (ESP)             | 22.                       |

| Soudal Quick-Step SOQ | Soudal Quick-Step SOQ         | Soudal Quick-Step SOQ |
| --------------------- | ----------------------------- | --------------------- |
| Nr                    | Kolarz                        | Miejsce               |
| 41                    | Pascal Eenkhoorn (NED)        | 86.                   |
| 42                    | Pieter Serry (BEL)            | 72.                   |
| 43                    | Andrea Raccagni Noviero (ITA) | 108.                  |
| 44                    | Casper Pedersen (DEN)         | 69.                   |
| 45                    | Antoine Huby (FRA)            | 54.                   |
| 46                    | James Knox (GBR)              | 124.                  |
| 47                    | William Junior Lecerf (BEL)   | 20.                   |

| Decathlon-AG2R La Mondiale DAT | Decathlon-AG2R La Mondiale DAT | Decathlon-AG2R La Mondiale DAT |
| ------------------------------ | ------------------------------ | ------------------------------ |
| Nr                             | Kolarz                         | Miejsce                        |
| 51                             | Paul Lapeira (FRA) (szosa)     | 49.                            |
| 52                             | Geoffrey Bouchard (FRA)        | 87.                            |
| 53                             | Dorian Godon (FRA)             | 43.                            |
| 54                             | Noa Isidore (FRA)              | 110.                           |
| 55                             | Jordan Labrosse (FRA)          | 56.                            |
| 56                             | Bastien Tronchon (FRA)         | 5.                             |
| 57                             | Andrea Vendrame (ITA)          | 75.                            |

| Intermarché-Wanty IWA | Intermarché-Wanty IWA    | Intermarché-Wanty IWA |
| --------------------- | ------------------------ | --------------------- |
| Nr                    | Kolarz                   | Miejsce               |
| 61                    | Francesco Busatto (ITA)  | 74.                   |
| 62                    | Dries De Pooter (BEL)    | 36.                   |
| 63                    | Arne Marit (BEL)         | 105.                  |
| 64                    | Tom Paquot (BEL)         | 133.                  |
| 65                    | Dion Smith (NZL)         | 48.                   |
| 66                    | Taco van der Hoorn (NED) | 134.                  |
| 67                    | Georg Zimmermann (GER)   | 18.                   |

| Ineos Grenadiers IGD | Ineos Grenadiers IGD     | Ineos Grenadiers IGD |
| -------------------- | ------------------------ | -------------------- |
| Nr                   | Kolarz                   | Miejsce              |
| 71                   | Lucas Hamilton (AUS)     | 65.                  |
| 72                   | Michał Kwiatkowski (POL) | 52.                  |
| 73                   | Magnus Sheffield (USA)   | 7.                   |
| 74                   | Ben Swift (GBR)          | 78.                  |
| 75                   | Connor Swift (GBR)       | 66.                  |
| 76                   | Geraint Thomas (GBR)     | 129.                 |
| 77                   | Samuel Watson (GBR)      | 77.                  |

| Red Bull-Bora-Hansgrohe RBH | Red Bull-Bora-Hansgrohe RBH | Red Bull-Bora-Hansgrohe RBH |
| --------------------------- | --------------------------- | --------------------------- |
| Nr                          | Kolarz                      | Miejsce                     |
| 81                          | Sam Welsford (AUS)          | 114.                        |
| 82                          | Finn Fisher-Black (NZL)     | 3.                          |
| 83                          | Filip Maciejuk (POL)        | 118.                        |
| 84                          | Ryan Mullen (IRL)           | 126.                        |
| 85                          | Laurence Pithie (NZL)       | 63.                         |
| 86                          | Danny van Poppel (NED)      | 84.                         |
| 87                          | Ben Zwiehoff (GER)          | 35.                         |

| Team Picnic-PostNL TPP | Team Picnic-PostNL TPP     | Team Picnic-PostNL TPP |
| ---------------------- | -------------------------- | ---------------------- |
| Nr                     | Kolarz                     | Miejsce                |
| 91                     | Tobias Lund Andresen (DEN) | 88.                    |
| 92                     | Julius van den Berg (NED)  | 109.                   |
| 93                     | Patrick Eddy (AUS)         | 97.                    |
| 94                     | Alexander Edmondson (AUS)  | 96.                    |
| 95                     | Gijs Leemreize (NED)       | 50.                    |
| 96                     | Oscar Onley (GBR)          | 4.                     |
| 97                     | Bjoern Koerdt (GBR)        | 44.                    |

| Cofidis COF | Cofidis COF          | Cofidis COF |
| ----------- | -------------------- | ----------- |
| Nr          | Kolarz               | Miejsce     |
| 101         | Bryan Coquard (FRA)  | 89.         |
| 102         | Jesús Herrada (ESP)  | 51.         |
| 103         | Ion Izagirre (ESP)   | 25.         |
| 104         | Nolann Mahoudo (FRA) | 116.        |
| 105         | Jan Maas (NED)       | 113.        |
| 106         | Paul Ourselin (FRA)  | 60.         |
| 107         | Alexis Renard (FRA)  | 91.         |

| Arkéa-B&B Hotels ARK | Arkéa-B&B Hotels ARK     | Arkéa-B&B Hotels ARK |
| -------------------- | ------------------------ | -------------------- |
| Nr                   | Kolarz                   | Miejsce              |
| 111                  | Cristián Rodríguez (ESP) | 29.                  |
| 112                  | Giosuè Epis (ITA)        | 99.                  |
| 113                  | Donavan Grondin (FRA)    | 119.                 |
| 114                  | Louis Rouland (FRA)      | 76.                  |
| 115                  | Miles Scotson (AUS)      | DNS-1                |
| 116                  | Martin Tjøtta (NOR)      | 45.                  |
| 117                  | Alessandro Verre (ITA)   | 37.                  |

| Movistar Team MOV | Movistar Team MOV                | Movistar Team MOV |
| ----------------- | -------------------------------- | ----------------- |
| Nr                | Kolarz                           | Miejsce           |
| 121               | Carlos Canal (ESP)               | 46.               |
| 122               | Manlio Moro (ITA)                | DNS-1             |
| 123               | Gregor Mühlberger (AUT)          | 103.              |
| 124               | Mathias Norsgaard (DEN)          | 123.              |
| 125               | Diego Pescador (COL)             | 68.               |
| 126               | Natnael Tesfatsion (ERI) (szosa) | 33.               |
| 127               | Javier Romo (ESP)                | 2.                |

| Team Visma \| Lease a Bike TVL | Team Visma \| Lease a Bike TVL | Team Visma \| Lease a Bike TVL |
| ------------------------------ | ------------------------------ | ------------------------------ |
| Nr                             | Kolarz                         | Miejsce                        |
| 131                            | Dylan van Baarle (NED)         | DNS-2                          |
| 132                            | Loe van Belle (NED)            | DNF-5                          |
| 133                            | Matthew Brennan (GBR)          | 42.                            |
| 134                            | Thomas Gloag (GBR)             | 8.                             |
| 135                            | Tijmen Graat (NED)             | 38.                            |
| 136                            | Menno Huising (NED)            | 34.                            |
| 137                            | Julien Vermote (BEL)           | 128.                           |

| EF Education-EasyPost EFE | EF Education-EasyPost EFE          | EF Education-EasyPost EFE |
| ------------------------- | ---------------------------------- | ------------------------- |
| Nr                        | Kolarz                             | Miejsce                   |
| 141                       | Esteban Chaves (COL)               | 26.                       |
| 142                       | Yuhi Todome (JPN)                  | 107.                      |
| 143                       | Lukas Nerurkar (GBR)               | 28.                       |
| 144                       | Jardi Christiaan van der Lee (NED) | 93.                       |
| 145                       | Markel Beloki (ESP)                | 71.                       |
| 146                       | Max Walker (GBR)                   | 85.                       |
| 147                       | Alastair MacKellar (AUS)           | 58.                       |

| Alpecin-Deceuninck ADC | Alpecin-Deceuninck ADC      | Alpecin-Deceuninck ADC |
| ---------------------- | --------------------------- | ---------------------- |
| Nr                     | Kolarz                      | Miejsce                |
| 151                    | Tobias Bayer (AUT)          | 83.                    |
| 152                    | Lars Boven (NED)            | 92.                    |
| 153                    | Ramses Debruyne (BEL)       | 115.                   |
| 154                    | Simon Dehairs (BEL)         | 132.                   |
| 155                    | Gal Glivar (SLO)            | 27.                    |
| 156                    | Henri Uhlig (GER)           | 62.                    |
| 157                    | Fabio Van den Bossche (BEL) | 64.                    |

| XDS Astana Team XAT | XDS Astana Team XAT           | XDS Astana Team XAT |
| ------------------- | ----------------------------- | ------------------- |
| Nr                  | Kolarz                        | Miejsce             |
| 161                 | Alberto Bettiol (ITA) (szosa) | 67.                 |
| 162                 | Nicola Conci (ITA)            | 95.                 |
| 163                 | Aaron Gate (NZL) (szosa)      | 61.                 |
| 164                 | Harold Martín López (ECU)     | DNF-3               |
| 165                 | Henok Mulubrhan (ERI) (szosa) | 31.                 |
| 166                 | Ide Schelling (NED)           | 112.                |
| 167                 | Sergio Higuita (COL)          | 23.                 |

| Lidl-Trek LTK | Lidl-Trek LTK             | Lidl-Trek LTK |
| ------------- | ------------------------- | ------------- |
| Nr            | Kolarz                    | Miejsce       |
| 171           | Tim Torn Teutenberg (GER) | 80.           |
| 172           | Juan Pedro López (ESP)    | DSQ-6         |
| 173           | Bauke Mollema (NED)       | 13.           |
| 174           | Jacopo Mosca (ITA)        | 59.           |
| 175           | Albert Withen Philipsen   | 17.           |
| 176           | Patrick Konrad (AUT)      | 9.            |
| 177           | Andrea Bagioli (ITA)      | 24.           |

| Groupama-FDJ GFC | Groupama-FDJ GFC        | Groupama-FDJ GFC |
| ---------------- | ----------------------- | ---------------- |
| Nr               | Kolarz                  | Miejsce          |
| 181              | Lewis Askey (GBR)       | 55.              |
| 182              | Sven Erik Bystrøm (NOR) | 47.              |
| 183              | Clément Davy (FRA)      | 70.              |
| 184              | Eddy Le Huitouze (FRA)  | 130.             |
| 185              | Quentin Pacher (FRA)    | 32.              |
| 186              | Rémy Rochas (FRA)       | 12.              |
| 187              | Matthew Walls (GBR)     | 94.              |

| UniSA-Australia AUS | UniSA-Australia AUS   | UniSA-Australia AUS |
| ------------------- | --------------------- | ------------------- |
| Nr                  | Kolarz                | Miejsce             |
| 191                 | Damien Howson (AUS)   | 41.                 |
| 192                 | Cameron Scott (AUS)   | 111.                |
| 193                 | Zac Marriage (AUS)    | 19.                 |
| 194                 | Fergus Browning (AUS) | 39.                 |
| 195                 | Rudy Porter (AUS)     | 16.                 |
| 196                 | Oliver Bleddyn (AUS)  | 100.                |
| 197                 | Liam Walsh (AUS)      | 125.                |

| Israel-Premier Tech IPT | Israel-Premier Tech IPT | Israel-Premier Tech IPT |
| ----------------------- | ----------------------- | ----------------------- |
| Nr                      | Kolarz                  | Miejsce                 |
| 1                       | Stephen Williams (GBR)  | 53.                     |
| 2                       | George Bennett (NZL)    | 30.                     |
| 3                       | Simon Clarke (AUS)      | 106.                    |
| 4                       | Pier-André Côté (CAN)   | 104.                    |
| 5                       | Nick Schultz (AUS)      | 81.                     |
| 6                       | Corbin Strong (NZL)     | 21.                     |
| 7                       | Michael Woods (CAN)     | 10.                     |

| Team Jayco AlUla JAY | Team Jayco AlUla JAY         | Team Jayco AlUla JAY |
| -------------------- | ---------------------------- | -------------------- |
| Nr                   | Kolarz                       | Miejsce              |
| 11                   | Lucas Plapp (AUS)            | 6.                   |
| 12                   | Luke Durbridge (AUS) (szosa) | 121.                 |
| 13                   | Chris Harper (AUS)           | 14.                  |
| 14                   | Michael Hepburn (AUS)        | 127.                 |
| 15                   | Kelland O’Brien (AUS)        | 73.                  |
| 16                   | Mauro Schmid (SUI) (szosa)   | 40.                  |
| 17                   | Campbell Stewart (NZL)       | 122.                 |

| Bahrain Victorious TBV | Bahrain Victorious TBV   | Bahrain Victorious TBV |
| ---------------------- | ------------------------ | ---------------------- |
| Nr                     | Kolarz                   | Miejsce                |
| 21                     | Phil Bauhaus (GER)       | 102.                   |
| 22                     | Nikias Arndt (GER)       | 101.                   |
| 23                     | Roman Ermakov (RUS)      | 79.                    |
| 24                     | Afonso Eulálio (POR)     | 15.                    |
| 25                     | Mathijs Paasschens (NED) | 82.                    |
| 26                     | Daniel Skerl (ITA)       | 131.                   |
| 27                     | Robert Stannard (AUS)    | 57.                    |

| UAE Team Emirates XRG UAD | UAE Team Emirates XRG UAD      | UAE Team Emirates XRG UAD |
| ------------------------- | ------------------------------ | ------------------------- |
| Nr                        | Kolarz                         | Miejsce                   |
| 31                        | Jay Vine (AUS)                 | 11.                       |
| 32                        | Rune Herregodts (BEL)          | 117.                      |
| 33                        | Julius Johansen (DEN)          | 120.                      |
| 34                        | Jhonatan Narváez (ECU) (szosa) | 1.                        |
| 35                        | Rui Oliveira (POR)             | 98.                       |
| 36                        | Marc Soler (ESP)               | 90.                       |
| 37                        | Pablo Torres (ESP)             | 22.                       |

| Soudal Quick-Step SOQ | Soudal Quick-Step SOQ         | Soudal Quick-Step SOQ |
| --------------------- | ----------------------------- | --------------------- |
| Nr                    | Kolarz                        | Miejsce               |
| 41                    | Pascal Eenkhoorn (NED)        | 86.                   |
| 42                    | Pieter Serry (BEL)            | 72.                   |
| 43                    | Andrea Raccagni Noviero (ITA) | 108.                  |
| 44                    | Casper Pedersen (DEN)         | 69.                   |
| 45                    | Antoine Huby (FRA)            | 54.                   |
| 46                    | James Knox (GBR)              | 124.                  |
| 47                    | William Junior Lecerf (BEL)   | 20.                   |

| Decathlon-AG2R La Mondiale DAT | Decathlon-AG2R La Mondiale DAT | Decathlon-AG2R La Mondiale DAT |
| ------------------------------ | ------------------------------ | ------------------------------ |
| Nr                             | Kolarz                         | Miejsce                        |
| 51                             | Paul Lapeira (FRA) (szosa)     | 49.                            |
| 52                             | Geoffrey Bouchard (FRA)        | 87.                            |
| 53                             | Dorian Godon (FRA)             | 43.                            |
| 54                             | Noa Isidore (FRA)              | 110.                           |
| 55                             | Jordan Labrosse (FRA)          | 56.                            |
| 56                             | Bastien Tronchon (FRA)         | 5.                             |
| 57                             | Andrea Vendrame (ITA)          | 75.                            |

| Intermarché-Wanty IWA | Intermarché-Wanty IWA    | Intermarché-Wanty IWA |
| --------------------- | ------------------------ | --------------------- |
| Nr                    | Kolarz                   | Miejsce               |
| 61                    | Francesco Busatto (ITA)  | 74.                   |
| 62                    | Dries De Pooter (BEL)    | 36.                   |
| 63                    | Arne Marit (BEL)         | 105.                  |
| 64                    | Tom Paquot (BEL)         | 133.                  |
| 65                    | Dion Smith (NZL)         | 48.                   |
| 66                    | Taco van der Hoorn (NED) | 134.                  |
| 67                    | Georg Zimmermann (GER)   | 18.                   |

| Ineos Grenadiers IGD | Ineos Grenadiers IGD     | Ineos Grenadiers IGD |
| -------------------- | ------------------------ | -------------------- |
| Nr                   | Kolarz                   | Miejsce              |
| 71                   | Lucas Hamilton (AUS)     | 65.                  |
| 72                   | Michał Kwiatkowski (POL) | 52.                  |
| 73                   | Magnus Sheffield (USA)   | 7.                   |
| 74                   | Ben Swift (GBR)          | 78.                  |
| 75                   | Connor Swift (GBR)       | 66.                  |
| 76                   | Geraint Thomas (GBR)     | 129.                 |
| 77                   | Samuel Watson (GBR)      | 77.                  |

| Red Bull-Bora-Hansgrohe RBH | Red Bull-Bora-Hansgrohe RBH | Red Bull-Bora-Hansgrohe RBH |
| --------------------------- | --------------------------- | --------------------------- |
| Nr                          | Kolarz                      | Miejsce                     |
| 81                          | Sam Welsford (AUS)          | 114.                        |
| 82                          | Finn Fisher-Black (NZL)     | 3.                          |
| 83                          | Filip Maciejuk (POL)        | 118.                        |
| 84                          | Ryan Mullen (IRL)           | 126.                        |
| 85                          | Laurence Pithie (NZL)       | 63.                         |
| 86                          | Danny van Poppel (NED)      | 84.                         |
| 87                          | Ben Zwiehoff (GER)          | 35.                         |

| Team Picnic-PostNL TPP | Team Picnic-PostNL TPP     | Team Picnic-PostNL TPP |
| ---------------------- | -------------------------- | ---------------------- |
| Nr                     | Kolarz                     | Miejsce                |
| 91                     | Tobias Lund Andresen (DEN) | 88.                    |
| 92                     | Julius van den Berg (NED)  | 109.                   |
| 93                     | Patrick Eddy (AUS)         | 97.                    |
| 94                     | Alexander Edmondson (AUS)  | 96.                    |
| 95                     | Gijs Leemreize (NED)       | 50.                    |
| 96                     | Oscar Onley (GBR)          | 4.                     |
| 97                     | Bjoern Koerdt (GBR)        | 44.                    |

| Cofidis COF | Cofidis COF          | Cofidis COF |
| ----------- | -------------------- | ----------- |
| Nr          | Kolarz               | Miejsce     |
| 101         | Bryan Coquard (FRA)  | 89.         |
| 102         | Jesús Herrada (ESP)  | 51.         |
| 103         | Ion Izagirre (ESP)   | 25.         |
| 104         | Nolann Mahoudo (FRA) | 116.        |
| 105         | Jan Maas (NED)       | 113.        |
| 106         | Paul Ourselin (FRA)  | 60.         |
| 107         | Alexis Renard (FRA)  | 91.         |

| Arkéa-B&B Hotels ARK | Arkéa-B&B Hotels ARK     | Arkéa-B&B Hotels ARK |
| -------------------- | ------------------------ | -------------------- |
| Nr                   | Kolarz                   | Miejsce              |
| 111                  | Cristián Rodríguez (ESP) | 29.                  |
| 112                  | Giosuè Epis (ITA)        | 99.                  |
| 113                  | Donavan Grondin (FRA)    | 119.                 |
| 114                  | Louis Rouland (FRA)      | 76.                  |
| 115                  | Miles Scotson (AUS)      | DNS-1                |
| 116                  | Martin Tjøtta (NOR)      | 45.                  |
| 117                  | Alessandro Verre (ITA)   | 37.                  |

| Movistar Team MOV | Movistar Team MOV                | Movistar Team MOV |
| ----------------- | -------------------------------- | ----------------- |
| Nr                | Kolarz                           | Miejsce           |
| 121               | Carlos Canal (ESP)               | 46.               |
| 122               | Manlio Moro (ITA)                | DNS-1             |
| 123               | Gregor Mühlberger (AUT)          | 103.              |
| 124               | Mathias Norsgaard (DEN)          | 123.              |
| 125               | Diego Pescador (COL)             | 68.               |
| 126               | Natnael Tesfatsion (ERI) (szosa) | 33.               |
| 127               | Javier Romo (ESP)                | 2.                |

| Team Visma \| Lease a Bike TVL | Team Visma \| Lease a Bike TVL | Team Visma \| Lease a Bike TVL |
| ------------------------------ | ------------------------------ | ------------------------------ |
| Nr                             | Kolarz                         | Miejsce                        |
| 131                            | Dylan van Baarle (NED)         | DNS-2                          |
| 132                            | Loe van Belle (NED)            | DNF-5                          |
| 133                            | Matthew Brennan (GBR)          | 42.                            |
| 134                            | Thomas Gloag (GBR)             | 8.                             |
| 135                            | Tijmen Graat (NED)             | 38.                            |
| 136                            | Menno Huising (NED)            | 34.                            |
| 137                            | Julien Vermote (BEL)           | 128.                           |

| EF Education-EasyPost EFE | EF Education-EasyPost EFE          | EF Education-EasyPost EFE |
| ------------------------- | ---------------------------------- | ------------------------- |
| Nr                        | Kolarz                             | Miejsce                   |
| 141                       | Esteban Chaves (COL)               | 26.                       |
| 142                       | Yuhi Todome (JPN)                  | 107.                      |
| 143                       | Lukas Nerurkar (GBR)               | 28.                       |
| 144                       | Jardi Christiaan van der Lee (NED) | 93.                       |
| 145                       | Markel Beloki (ESP)                | 71.                       |
| 146                       | Max Walker (GBR)                   | 85.                       |
| 147                       | Alastair MacKellar (AUS)           | 58.                       |

| Alpecin-Deceuninck ADC | Alpecin-Deceuninck ADC      | Alpecin-Deceuninck ADC |
| ---------------------- | --------------------------- | ---------------------- |
| Nr                     | Kolarz                      | Miejsce                |
| 151                    | Tobias Bayer (AUT)          | 83.                    |
| 152                    | Lars Boven (NED)            | 92.                    |
| 153                    | Ramses Debruyne (BEL)       | 115.                   |
| 154                    | Simon Dehairs (BEL)         | 132.                   |
| 155                    | Gal Glivar (SLO)            | 27.                    |
| 156                    | Henri Uhlig (GER)           | 62.                    |
| 157                    | Fabio Van den Bossche (BEL) | 64.                    |

| XDS Astana Team XAT | XDS Astana Team XAT           | XDS Astana Team XAT |
| ------------------- | ----------------------------- | ------------------- |
| Nr                  | Kolarz                        | Miejsce             |
| 161                 | Alberto Bettiol (ITA) (szosa) | 67.                 |
| 162                 | Nicola Conci (ITA)            | 95.                 |
| 163                 | Aaron Gate (NZL) (szosa)      | 61.                 |
| 164                 | Harold Martín López (ECU)     | DNF-3               |
| 165                 | Henok Mulubrhan (ERI) (szosa) | 31.                 |
| 166                 | Ide Schelling (NED)           | 112.                |
| 167                 | Sergio Higuita (COL)          | 23.                 |

| Lidl-Trek LTK | Lidl-Trek LTK             | Lidl-Trek LTK |
| ------------- | ------------------------- | ------------- |
| Nr            | Kolarz                    | Miejsce       |
| 171           | Tim Torn Teutenberg (GER) | 80.           |
| 172           | Juan Pedro López (ESP)    | DSQ-6         |
| 173           | Bauke Mollema (NED)       | 13.           |
| 174           | Jacopo Mosca (ITA)        | 59.           |
| 175           | Albert Withen Philipsen   | 17.           |
| 176           | Patrick Konrad (AUT)      | 9.            |
| 177           | Andrea Bagioli (ITA)      | 24.           |

| Groupama-FDJ GFC | Groupama-FDJ GFC        | Groupama-FDJ GFC |
| ---------------- | ----------------------- | ---------------- |
| Nr               | Kolarz                  | Miejsce          |
| 181              | Lewis Askey (GBR)       | 55.              |
| 182              | Sven Erik Bystrøm (NOR) | 47.              |
| 183              | Clément Davy (FRA)      | 70.              |
| 184              | Eddy Le Huitouze (FRA)  | 130.             |
| 185              | Quentin Pacher (FRA)    | 32.              |
| 186              | Rémy Rochas (FRA)       | 12.              |
| 187              | Matthew Walls (GBR)     | 94.              |

| UniSA-Australia AUS | UniSA-Australia AUS   | UniSA-Australia AUS |
| ------------------- | --------------------- | ------------------- |
| Nr                  | Kolarz                | Miejsce             |
| 191                 | Damien Howson (AUS)   | 41.                 |
| 192                 | Cameron Scott (AUS)   | 111.                |
| 193                 | Zac Marriage (AUS)    | 19.                 |
| 194                 | Fergus Browning (AUS) | 39.                 |
| 195                 | Rudy Porter (AUS)     | 16.                 |
| 196                 | Oliver Bleddyn (AUS)  | 100.                |
| 197                 | Liam Walsh (AUS)      | 125.                |

Legenda: DNF – nie ukończył etapu, OTL – przekroczył limit czasu, DNS – nie wystartował do etapu, DSQ – zdyskwalifikowany. Numer przy skrócie oznacza etap, na którym kolarz opuścił wyścig.

## Wyniki etapów

### Etap 1
| Prospect - Gumeracha | płaski | (150,7 km) |

| \| Klasyfikacja etapu \| Klasyfikacja etapu \| Klasyfikacja etapu \| Klasyfikacja etapu \| Klasyfikacja etapu \| \| Kolarz \| Kolarz \| Państwo \| Drużyna \| Czas \| \| ------------------ \| ------------------- \| ------------------ \| -------------------------- \| ------------------ \| \| 1. \| Sam Welsford \| Australia \| Red Bull-Bora-Hansgrohe \| 3h 26' 38" \| \| 2. \| Matthew Brennan \| Wielka Brytania \| Team Visma \\| Lease a Bike \| + 0" \| \| 3. \| Matthew Walls \| Wielka Brytania \| Groupama-FDJ \| + 0" \| \| 4. \| Tim Torn Teutenberg \| Niemcy \| Lidl-Trek \| + 0" \| \| 5. \| Ben Swift \| Wielka Brytania \| Ineos Grenadiers \| + 0" \| \| 6. \| Simon Dehairs \| Belgia \| Alpecin-Deceuninck \| + 0" \| \| 7. \| Corbin Strong \| Nowa Zelandia \| Israel-Premier Tech \| + 0" \| \| 8. \| Rui Oliveira \| Portugalia \| UAE Team Emirates XRG \| + 0" \| \| 9. \| Phil Bauhaus \| Niemcy \| Bahrain Victorious \| + 0" \| \| 10. \| Jacopo Mosca \| Włochy \| Lidl-Trek \| + 0" \| |                     |                 |                            |            |
| |                     |                 |                            |            |
| |                     |                 |                            |            |
| Klasyfikacja etapu |                     |                 |                            |            |
| Kolarz | Kolarz              | Państwo         | Drużyna                    | Czas       |
| 1. | Sam Welsford        | Australia       | Red Bull-Bora-Hansgrohe    | 3h 26' 38" |
| 2. | Matthew Brennan     | Wielka Brytania | Team Visma \| Lease a Bike | + 0"       |
| 3. | Matthew Walls       | Wielka Brytania | Groupama-FDJ               | + 0"       |
| 4. | Tim Torn Teutenberg | Niemcy          | Lidl-Trek                  | + 0"       |
| 5. | Ben Swift           | Wielka Brytania | Ineos Grenadiers           | + 0"       |
| 6. | Simon Dehairs       | Belgia          | Alpecin-Deceuninck         | + 0"       |
| 7. | Corbin Strong       | Nowa Zelandia   | Israel-Premier Tech        | + 0"       |
| 8. | Rui Oliveira        | Portugalia      | UAE Team Emirates XRG      | + 0"       |
| 9. | Phil Bauhaus        | Niemcy          | Bahrain Victorious         | + 0"       |
| 10. | Jacopo Mosca        | Włochy          | Lidl-Trek                  | + 0"       |

| \| Klasyfikacja generalna \| Klasyfikacja generalna \| Klasyfikacja generalna \| Klasyfikacja generalna \| Klasyfikacja generalna \| \| Kolarz \| Kolarz \| Państwo \| Drużyna \| Czas \| \| ---------------------- \| ---------------------- \| ---------------------- \| -------------------------- \| ---------------------- \| \| 1. \| Sam Welsford \| Australia \| Red Bull-Bora-Hansgrohe \| 3h 26' 28" \| \| 2. \| Matthew Brennan \| Wielka Brytania \| Team Visma \\| Lease a Bike \| + 4" \| \| 3. \| Zac Marriage \| Australia \| UniSA-Australia \| + 5" \| \| 4. \| Matthew Walls \| Wielka Brytania \| Groupama-FDJ \| + 6" \| \| 5. \| Bastien Tronchon \| Francja \| Decathlon-AG2R La Mondiale \| + 7" \| \| 6. \| Fergus Browning \| Australia \| UniSA-Australia \| + 7" \| \| 7. \| Jhonatan Narváez \| Ekwador \| UAE Team Emirates XRG \| + 9" \| \| 8. \| Tim Torn Teutenberg \| Niemcy \| Lidl-Trek \| + 10" \| \| 9. \| Ben Swift \| Wielka Brytania \| Ineos Grenadiers \| + 10" \| \| 10. \| Simon Dehairs \| Belgia \| Alpecin-Deceuninck \| + 10" \| |                     |                 |                            |            |
| |                     |                 |                            |            |
| |                     |                 |                            |            |
| Klasyfikacja generalna |                     |                 |                            |            |
| Kolarz | Kolarz              | Państwo         | Drużyna                    | Czas       |
| 1. | Sam Welsford        | Australia       | Red Bull-Bora-Hansgrohe    | 3h 26' 28" |
| 2. | Matthew Brennan     | Wielka Brytania | Team Visma \| Lease a Bike | + 4"       |
| 3. | Zac Marriage        | Australia       | UniSA-Australia            | + 5"       |
| 4. | Matthew Walls       | Wielka Brytania | Groupama-FDJ               | + 6"       |
| 5. | Bastien Tronchon    | Francja         | Decathlon-AG2R La Mondiale | + 7"       |
| 6. | Fergus Browning     | Australia       | UniSA-Australia            | + 7"       |
| 7. | Jhonatan Narváez    | Ekwador         | UAE Team Emirates XRG      | + 9"       |
| 8. | Tim Torn Teutenberg | Niemcy          | Lidl-Trek                  | + 10"      |
| 9. | Ben Swift           | Wielka Brytania | Ineos Grenadiers           | + 10"      |
| 10. | Simon Dehairs       | Belgia          | Alpecin-Deceuninck         | + 10"      |

### Etap 2
| Tanunda - Tanunda | pagórkowaty | (128,8 km) |

| \| Klasyfikacja etapu \| Klasyfikacja etapu \| Klasyfikacja etapu \| Klasyfikacja etapu \| Klasyfikacja etapu \| \| Kolarz \| Kolarz \| Państwo \| Drużyna \| Czas \| \| ------------------ \| -------------------- \| ------------------ \| ----------------------- \| ------------------ \| \| 1. \| Sam Welsford \| Australia \| Red Bull-Bora-Hansgrohe \| 3h 01' 22" \| \| 2. \| Arne Marit \| Belgia \| Intermarché-Wanty \| + 0" \| \| 3. \| Bryan Coquard \| Francja \| Cofidis \| + 0" \| \| 4. \| Tim Torn Teutenberg \| Niemcy \| Lidl-Trek \| + 0" \| \| 5. \| Tobias Lund Andresen \| Dania \| Team Picnic-PostNL \| + 0" \| \| 6. \| Henri Uhlig \| Niemcy \| Alpecin-Deceuninck \| + 0" \| \| 7. \| Samuel Watson \| Wielka Brytania \| Ineos Grenadiers \| + 0" \| \| 8. \| Corbin Strong \| Nowa Zelandia \| Israel-Premier Tech \| + 0" \| \| 9. \| Alexis Renard \| Francja \| Cofidis \| + 0" \| \| 10. \| Matthew Walls \| Wielka Brytania \| Groupama-FDJ \| + 0" \| |                      |                 |                         |            |
| |                      |                 |                         |            |
| |                      |                 |                         |            |
| Klasyfikacja etapu |                      |                 |                         |            |
| Kolarz | Kolarz               | Państwo         | Drużyna                 | Czas       |
| 1. | Sam Welsford         | Australia       | Red Bull-Bora-Hansgrohe | 3h 01' 22" |
| 2. | Arne Marit           | Belgia          | Intermarché-Wanty       | + 0"       |
| 3. | Bryan Coquard        | Francja         | Cofidis                 | + 0"       |
| 4. | Tim Torn Teutenberg  | Niemcy          | Lidl-Trek               | + 0"       |
| 5. | Tobias Lund Andresen | Dania           | Team Picnic-PostNL      | + 0"       |
| 6. | Henri Uhlig          | Niemcy          | Alpecin-Deceuninck      | + 0"       |
| 7. | Samuel Watson        | Wielka Brytania | Ineos Grenadiers        | + 0"       |
| 8. | Corbin Strong        | Nowa Zelandia   | Israel-Premier Tech     | + 0"       |
| 9. | Alexis Renard        | Francja         | Cofidis                 | + 0"       |
| 10. | Matthew Walls        | Wielka Brytania | Groupama-FDJ            | + 0"       |

| \| Klasyfikacja generalna \| Klasyfikacja generalna \| Klasyfikacja generalna \| Klasyfikacja generalna \| Klasyfikacja generalna \| \| Kolarz \| Kolarz \| Państwo \| Drużyna \| Czas \| \| ---------------------- \| ---------------------- \| ---------------------- \| -------------------------- \| ---------------------- \| \| 1. \| Sam Welsford \| Australia \| Red Bull-Bora-Hansgrohe \| 6h 27' 40" \| \| 2. \| Arne Marit \| Belgia \| Intermarché-Wanty \| + 14" \| \| 3. \| Matthew Brennan \| Wielka Brytania \| Team Visma \\| Lease a Bike \| + 14" \| \| 4. \| Patrick Konrad \| Austria \| Lidl-Trek \| + 15" \| \| 5. \| Georg Zimmermann \| Niemcy \| Intermarché-Wanty \| + 15" \| \| 6. \| Zac Marriage \| Australia \| UniSA-Australia \| + 15" \| \| 7. \| Fergus Browning \| Australia \| UniSA-Australia \| + 15" \| \| 8. \| Matthew Walls \| Wielka Brytania \| Groupama-FDJ \| + 16" \| \| 9. \| Bryan Coquard \| Francja \| Cofidis \| + 16" \| \| 10. \| Bastien Tronchon \| Francja \| Decathlon-AG2R La Mondiale \| + 16" \| |                  |                 |                            |            |
| |                  |                 |                            |            |
| |                  |                 |                            |            |
| Klasyfikacja generalna |                  |                 |                            |            |
| Kolarz | Kolarz           | Państwo         | Drużyna                    | Czas       |
| 1. | Sam Welsford     | Australia       | Red Bull-Bora-Hansgrohe    | 6h 27' 40" |
| 2. | Arne Marit       | Belgia          | Intermarché-Wanty          | + 14"      |
| 3. | Matthew Brennan  | Wielka Brytania | Team Visma \| Lease a Bike | + 14"      |
| 4. | Patrick Konrad   | Austria         | Lidl-Trek                  | + 15"      |
| 5. | Georg Zimmermann | Niemcy          | Intermarché-Wanty          | + 15"      |
| 6. | Zac Marriage     | Australia       | UniSA-Australia            | + 15"      |
| 7. | Fergus Browning  | Australia       | UniSA-Australia            | + 15"      |
| 8. | Matthew Walls    | Wielka Brytania | Groupama-FDJ               | + 16"      |
| 9. | Bryan Coquard    | Francja         | Cofidis                    | + 16"      |
| 10. | Bastien Tronchon | Francja         | Decathlon-AG2R La Mondiale | + 16"      |

### Etap 3
| Norwood - Uraidla | pagórkowaty | (147,5 km) |

| \| Klasyfikacja etapu \| Klasyfikacja etapu \| Klasyfikacja etapu \| Klasyfikacja etapu \| Klasyfikacja etapu \| \| Kolarz \| Kolarz \| Państwo \| Drużyna \| Czas \| \| ------------------ \| ----------------------- \| ------------------ \| -------------------------- \| ------------------ \| \| 1. \| Javier Romo \| Hiszpania \| Movistar Team \| 3h 46' 01" \| \| 2. \| Jhonatan Narváez \| Ekwador \| UAE Team Emirates XRG \| + 5" \| \| 3. \| Finn Fisher-Black \| Nowa Zelandia \| Red Bull-Bora-Hansgrohe \| + 5" \| \| 4. \| Albert Withen Philipsen \| Królestwo Danii \| Lidl-Trek \| + 5" \| \| 5. \| Thomas Gloag \| Wielka Brytania \| Team Visma \\| Lease a Bike \| + 5" \| \| 6. \| Patrick Konrad \| Austria \| Lidl-Trek \| + 5" \| \| 7. \| Andrea Bagioli \| Włochy \| Lidl-Trek \| + 5" \| \| 8. \| Bastien Tronchon \| Francja \| Decathlon-AG2R La Mondiale \| + 5" \| \| 9. \| Rémy Rochas \| Francja \| Groupama-FDJ \| + 5" \| \| 10. \| Magnus Sheffield \| Stany Zjednoczone \| Ineos Grenadiers \| + 5" \| |                         |                   |                            |            |
| |                         |                   |                            |            |
| |                         |                   |                            |            |
| Klasyfikacja etapu |                         |                   |                            |            |
| Kolarz | Kolarz                  | Państwo           | Drużyna                    | Czas       |
| 1. | Javier Romo             | Hiszpania         | Movistar Team              | 3h 46' 01" |
| 2. | Jhonatan Narváez        | Ekwador           | UAE Team Emirates XRG      | + 5"       |
| 3. | Finn Fisher-Black       | Nowa Zelandia     | Red Bull-Bora-Hansgrohe    | + 5"       |
| 4. | Albert Withen Philipsen | Królestwo Danii   | Lidl-Trek                  | + 5"       |
| 5. | Thomas Gloag            | Wielka Brytania   | Team Visma \| Lease a Bike | + 5"       |
| 6. | Patrick Konrad          | Austria           | Lidl-Trek                  | + 5"       |
| 7. | Andrea Bagioli          | Włochy            | Lidl-Trek                  | + 5"       |
| 8. | Bastien Tronchon        | Francja           | Decathlon-AG2R La Mondiale | + 5"       |
| 9. | Rémy Rochas             | Francja           | Groupama-FDJ               | + 5"       |
| 10. | Magnus Sheffield        | Stany Zjednoczone | Ineos Grenadiers           | + 5"       |

| \| Klasyfikacja generalna \| Klasyfikacja generalna \| Klasyfikacja generalna \| Klasyfikacja generalna \| Klasyfikacja generalna \| \| Kolarz \| Kolarz \| Państwo \| Drużyna \| Czas \| \| ---------------------- \| ----------------------- \| ---------------------- \| -------------------------- \| ---------------------- \| \| 1. \| Javier Romo \| Hiszpania \| Movistar Team \| 10h 13' 51" \| \| 2. \| Jhonatan Narváez \| Ekwador \| UAE Team Emirates XRG \| + 8" \| \| 3. \| Patrick Konrad \| Austria \| Lidl-Trek \| + 10" \| \| 4. \| Finn Fisher-Black \| Nowa Zelandia \| Red Bull-Bora-Hansgrohe \| + 10" \| \| 5. \| Bastien Tronchon \| Francja \| Decathlon-AG2R La Mondiale \| + 12" \| \| 6. \| Magnus Sheffield \| Stany Zjednoczone \| Ineos Grenadiers \| + 15" \| \| 7. \| Albert Withen Philipsen \| Królestwo Danii \| Lidl-Trek \| + 15" \| \| 8. \| Jay Vine \| Australia \| UAE Team Emirates XRG \| + 15" \| \| 9. \| Chris Harper \| Australia \| Team Jayco AlUla \| + 15" \| \| 10. \| Andrea Bagioli \| Włochy \| Lidl-Trek \| + 15" \| |                         |                   |                            |             |
| |                         |                   |                            |             |
| |                         |                   |                            |             |
| Klasyfikacja generalna |                         |                   |                            |             |
| Kolarz | Kolarz                  | Państwo           | Drużyna                    | Czas        |
| 1. | Javier Romo             | Hiszpania         | Movistar Team              | 10h 13' 51" |
| 2. | Jhonatan Narváez        | Ekwador           | UAE Team Emirates XRG      | + 8"        |
| 3. | Patrick Konrad          | Austria           | Lidl-Trek                  | + 10"       |
| 4. | Finn Fisher-Black       | Nowa Zelandia     | Red Bull-Bora-Hansgrohe    | + 10"       |
| 5. | Bastien Tronchon        | Francja           | Decathlon-AG2R La Mondiale | + 12"       |
| 6. | Magnus Sheffield        | Stany Zjednoczone | Ineos Grenadiers           | + 15"       |
| 7. | Albert Withen Philipsen | Królestwo Danii   | Lidl-Trek                  | + 15"       |
| 8. | Jay Vine                | Australia         | UAE Team Emirates XRG      | + 15"       |
| 9. | Chris Harper            | Australia         | Team Jayco AlUla           | + 15"       |
| 10. | Andrea Bagioli          | Włochy            | Lidl-Trek                  | + 15"       |

### Etap 4
| Glenelg - Victor Harbor | płaski | (157,2 km) |

| \| Klasyfikacja etapu \| Klasyfikacja etapu \| Klasyfikacja etapu \| Klasyfikacja etapu \| Klasyfikacja etapu \| \| Kolarz \| Kolarz \| Państwo \| Drużyna \| Czas \| \| ------------------ \| -------------------- \| ------------------ \| -------------------------- \| ------------------ \| \| 1. \| Bryan Coquard \| Francja \| Cofidis \| 3h 55' 15" \| \| 2. \| Phil Bauhaus \| Niemcy \| Bahrain Victorious \| + 0" \| \| 3. \| Jhonatan Narváez \| Ekwador \| UAE Team Emirates XRG \| + 0" \| \| 4. \| Liam Walsh \| Australia \| UniSA-Australia \| + 0" \| \| 5. \| Samuel Watson \| Wielka Brytania \| Ineos Grenadiers \| + 0" \| \| 6. \| Tobias Lund Andresen \| Dania \| Team Picnic-PostNL \| + 0" \| \| 7. \| Corbin Strong \| Nowa Zelandia \| Israel-Premier Tech \| + 0" \| \| 8. \| Tim Torn Teutenberg \| Niemcy \| Lidl-Trek \| + 0" \| \| 9. \| Henri Uhlig \| Niemcy \| Alpecin-Deceuninck \| + 0" \| \| 10. \| Dorian Godon \| Francja \| Decathlon-AG2R La Mondiale \| + 0" \| |                      |                 |                            |            |
| |                      |                 |                            |            |
| |                      |                 |                            |            |
| Klasyfikacja etapu |                      |                 |                            |            |
| Kolarz | Kolarz               | Państwo         | Drużyna                    | Czas       |
| 1. | Bryan Coquard        | Francja         | Cofidis                    | 3h 55' 15" |
| 2. | Phil Bauhaus         | Niemcy          | Bahrain Victorious         | + 0"       |
| 3. | Jhonatan Narváez     | Ekwador         | UAE Team Emirates XRG      | + 0"       |
| 4. | Liam Walsh           | Australia       | UniSA-Australia            | + 0"       |
| 5. | Samuel Watson        | Wielka Brytania | Ineos Grenadiers           | + 0"       |
| 6. | Tobias Lund Andresen | Dania           | Team Picnic-PostNL         | + 0"       |
| 7. | Corbin Strong        | Nowa Zelandia   | Israel-Premier Tech        | + 0"       |
| 8. | Tim Torn Teutenberg  | Niemcy          | Lidl-Trek                  | + 0"       |
| 9. | Henri Uhlig          | Niemcy          | Alpecin-Deceuninck         | + 0"       |
| 10. | Dorian Godon         | Francja         | Decathlon-AG2R La Mondiale | + 0"       |

| \| Klasyfikacja generalna \| Klasyfikacja generalna \| Klasyfikacja generalna \| Klasyfikacja generalna \| Klasyfikacja generalna \| \| Kolarz \| Kolarz \| Państwo \| Drużyna \| Czas \| \| ---------------------- \| ----------------------- \| ---------------------- \| -------------------------- \| ---------------------- \| \| 1. \| Javier Romo \| Hiszpania \| Movistar Team \| 14h 09' 06" \| \| 2. \| Jhonatan Narváez \| Ekwador \| UAE Team Emirates XRG \| + 4" \| \| 3. \| Patrick Konrad \| Austria \| Lidl-Trek \| + 10" \| \| 4. \| Finn Fisher-Black \| Nowa Zelandia \| Red Bull-Bora-Hansgrohe \| + 10" \| \| 5. \| Bastien Tronchon \| Francja \| Decathlon-AG2R La Mondiale \| + 12" \| \| 6. \| Magnus Sheffield \| Stany Zjednoczone \| Ineos Grenadiers \| + 15" \| \| 7. \| Albert Withen Philipsen \| Królestwo Danii \| Lidl-Trek \| + 15" \| \| 8. \| Jay Vine \| Australia \| UAE Team Emirates XRG \| + 15" \| \| 9. \| Rémy Rochas \| Francja \| Groupama-FDJ \| + 15" \| \| 10. \| Chris Harper \| Australia \| Team Jayco AlUla \| + 15" \| |                         |                   |                            |             |
| |                         |                   |                            |             |
| |                         |                   |                            |             |
| Klasyfikacja generalna |                         |                   |                            |             |
| Kolarz | Kolarz                  | Państwo           | Drużyna                    | Czas        |
| 1. | Javier Romo             | Hiszpania         | Movistar Team              | 14h 09' 06" |
| 2. | Jhonatan Narváez        | Ekwador           | UAE Team Emirates XRG      | + 4"        |
| 3. | Patrick Konrad          | Austria           | Lidl-Trek                  | + 10"       |
| 4. | Finn Fisher-Black       | Nowa Zelandia     | Red Bull-Bora-Hansgrohe    | + 10"       |
| 5. | Bastien Tronchon        | Francja           | Decathlon-AG2R La Mondiale | + 12"       |
| 6. | Magnus Sheffield        | Stany Zjednoczone | Ineos Grenadiers           | + 15"       |
| 7. | Albert Withen Philipsen | Królestwo Danii   | Lidl-Trek                  | + 15"       |
| 8. | Jay Vine                | Australia         | UAE Team Emirates XRG      | + 15"       |
| 9. | Rémy Rochas             | Francja           | Groupama-FDJ               | + 15"       |
| 10. | Chris Harper            | Australia         | Team Jayco AlUla           | + 15"       |

### Etap 5
| McLaren Vale - Willunga Hill | górzysty | (145,7 km) |

| \| Klasyfikacja etapu \| Klasyfikacja etapu \| Klasyfikacja etapu \| Klasyfikacja etapu \| Klasyfikacja etapu \| \| Kolarz \| Kolarz \| Państwo \| Drużyna \| Czas \| \| ------------------ \| ------------------ \| ------------------ \| -------------------------- \| ------------------ \| \| 1. \| Jhonatan Narváez \| Ekwador \| UAE Team Emirates XRG \| 3h 17' 02" \| \| 2. \| Oscar Onley \| Wielka Brytania \| Team Picnic-PostNL \| + 0" \| \| 3. \| Finn Fisher-Black \| Nowa Zelandia \| Red Bull-Bora-Hansgrohe \| + 0" \| \| 4. \| Lucas Plapp \| Australia \| Team Jayco AlUla \| + 3" \| \| 5. \| Javier Romo \| Hiszpania \| Movistar Team \| + 3" \| \| 6. \| Michael Woods \| Kanada \| Israel-Premier Tech \| + 6" \| \| 7. \| Thomas Gloag \| Wielka Brytania \| Team Visma \\| Lease a Bike \| + 6" \| \| 8. \| Magnus Sheffield \| Stany Zjednoczone \| Ineos Grenadiers \| + 6" \| \| 9. \| Bastien Tronchon \| Francja \| Decathlon-AG2R La Mondiale \| + 6" \| \| 10. \| Patrick Konrad \| Austria \| Lidl-Trek \| + 15" \| |                   |                   |                            |            |
| |                   |                   |                            |            |
| |                   |                   |                            |            |
| Klasyfikacja etapu |                   |                   |                            |            |
| Kolarz | Kolarz            | Państwo           | Drużyna                    | Czas       |
| 1. | Jhonatan Narváez  | Ekwador           | UAE Team Emirates XRG      | 3h 17' 02" |
| 2. | Oscar Onley       | Wielka Brytania   | Team Picnic-PostNL         | + 0"       |
| 3. | Finn Fisher-Black | Nowa Zelandia     | Red Bull-Bora-Hansgrohe    | + 0"       |
| 4. | Lucas Plapp       | Australia         | Team Jayco AlUla           | + 3"       |
| 5. | Javier Romo       | Hiszpania         | Movistar Team              | + 3"       |
| 6. | Michael Woods     | Kanada            | Israel-Premier Tech        | + 6"       |
| 7. | Thomas Gloag      | Wielka Brytania   | Team Visma \| Lease a Bike | + 6"       |
| 8. | Magnus Sheffield  | Stany Zjednoczone | Ineos Grenadiers           | + 6"       |
| 9. | Bastien Tronchon  | Francja           | Decathlon-AG2R La Mondiale | + 6"       |
| 10. | Patrick Konrad    | Austria           | Lidl-Trek                  | + 15"      |

| \| Klasyfikacja generalna \| Klasyfikacja generalna \| Klasyfikacja generalna \| Klasyfikacja generalna \| Klasyfikacja generalna \| \| Kolarz \| Kolarz \| Państwo \| Drużyna \| Czas \| \| ---------------------- \| ---------------------- \| ---------------------- \| -------------------------- \| ---------------------- \| \| 1. \| Jhonatan Narváez \| Ekwador \| UAE Team Emirates XRG \| 17h 26' 02" \| \| 2. \| Javier Romo \| Hiszpania \| Movistar Team \| + 9" \| \| 3. \| Finn Fisher-Black \| Nowa Zelandia \| Red Bull-Bora-Hansgrohe \| + 12" \| \| 4. \| Oscar Onley \| Wielka Brytania \| Team Picnic-PostNL \| + 15" \| \| 5. \| Bastien Tronchon \| Francja \| Decathlon-AG2R La Mondiale \| + 24" \| \| 6. \| Lucas Plapp \| Australia \| Team Jayco AlUla \| + 24" \| \| 7. \| Magnus Sheffield \| Stany Zjednoczone \| Ineos Grenadiers \| + 27" \| \| 8. \| Thomas Gloag \| Wielka Brytania \| Team Visma \\| Lease a Bike \| + 27" \| \| 9. \| Patrick Konrad \| Austria \| Lidl-Trek \| + 31" \| \| 10. \| Michael Woods \| Kanada \| Israel-Premier Tech \| + 47" \| |                   |                   |                            |             |
| |                   |                   |                            |             |
| |                   |                   |                            |             |
| Klasyfikacja generalna |                   |                   |                            |             |
| Kolarz | Kolarz            | Państwo           | Drużyna                    | Czas        |
| 1. | Jhonatan Narváez  | Ekwador           | UAE Team Emirates XRG      | 17h 26' 02" |
| 2. | Javier Romo       | Hiszpania         | Movistar Team              | + 9"        |
| 3. | Finn Fisher-Black | Nowa Zelandia     | Red Bull-Bora-Hansgrohe    | + 12"       |
| 4. | Oscar Onley       | Wielka Brytania   | Team Picnic-PostNL         | + 15"       |
| 5. | Bastien Tronchon  | Francja           | Decathlon-AG2R La Mondiale | + 24"       |
| 6. | Lucas Plapp       | Australia         | Team Jayco AlUla           | + 24"       |
| 7. | Magnus Sheffield  | Stany Zjednoczone | Ineos Grenadiers           | + 27"       |
| 8. | Thomas Gloag      | Wielka Brytania   | Team Visma \| Lease a Bike | + 27"       |
| 9. | Patrick Konrad    | Austria           | Lidl-Trek                  | + 31"       |
| 10. | Michael Woods     | Kanada            | Israel-Premier Tech        | + 47"       |

### Etap 6
| Adelaide - Adelaide | płaski | (90 km) |

| \| Klasyfikacja etapu \| Klasyfikacja etapu \| Klasyfikacja etapu \| Klasyfikacja etapu \| Klasyfikacja etapu \| \| Kolarz \| Kolarz \| Państwo \| Drużyna \| Czas \| \| ------------------ \| ----------------------- \| ------------------ \| ----------------------- \| ------------------ \| \| 1. \| Sam Welsford \| Australia \| Red Bull-Bora-Hansgrohe \| 1h 53' 14" \| \| 2. \| Bryan Coquard \| Francja \| Cofidis \| + 0" \| \| 3. \| Phil Bauhaus \| Niemcy \| Bahrain Victorious \| + 0" \| \| 4. \| Rui Oliveira \| Portugalia \| UAE Team Emirates XRG \| + 0" \| \| 5. \| Danny van Poppel \| Holandia \| Red Bull-Bora-Hansgrohe \| + 0" \| \| 6. \| Henri Uhlig \| Niemcy \| Alpecin-Deceuninck \| + 0" \| \| 7. \| Tobias Lund Andresen \| Dania \| Team Picnic-PostNL \| + 0" \| \| 8. \| Tim Torn Teutenberg \| Niemcy \| Lidl-Trek \| + 0" \| \| 9. \| Matthew Walls \| Wielka Brytania \| Groupama-FDJ \| + 0" \| \| 10. \| Andrea Raccagni Noviero \| Włochy \| Soudal Quick-Step \| + 0" \| |                         |                 |                         |            |
| |                         |                 |                         |            |
| |                         |                 |                         |            |
| Klasyfikacja etapu |                         |                 |                         |            |
| Kolarz | Kolarz                  | Państwo         | Drużyna                 | Czas       |
| 1. | Sam Welsford            | Australia       | Red Bull-Bora-Hansgrohe | 1h 53' 14" |
| 2. | Bryan Coquard           | Francja         | Cofidis                 | + 0"       |
| 3. | Phil Bauhaus            | Niemcy          | Bahrain Victorious      | + 0"       |
| 4. | Rui Oliveira            | Portugalia      | UAE Team Emirates XRG   | + 0"       |
| 5. | Danny van Poppel        | Holandia        | Red Bull-Bora-Hansgrohe | + 0"       |
| 6. | Henri Uhlig             | Niemcy          | Alpecin-Deceuninck      | + 0"       |
| 7. | Tobias Lund Andresen    | Dania           | Team Picnic-PostNL      | + 0"       |
| 8. | Tim Torn Teutenberg     | Niemcy          | Lidl-Trek               | + 0"       |
| 9. | Matthew Walls           | Wielka Brytania | Groupama-FDJ            | + 0"       |
| 10. | Andrea Raccagni Noviero | Włochy          | Soudal Quick-Step       | + 0"       |

## Klasyfikacje

### Klasyfikacja generalna
| \| Klasyfikacja generalna \| Klasyfikacja generalna \| Klasyfikacja generalna \| Klasyfikacja generalna \| Klasyfikacja generalna \| \| Kolarz \| Kolarz \| Państwo \| Drużyna \| Czas \| \| ---------------------- \| ---------------------- \| ---------------------- \| -------------------------- \| ---------------------- \| \| 1. \| Jhonatan Narváez \| Ekwador \| UAE Team Emirates XRG \| 19h 19' 16" \| \| 2. \| Javier Romo \| Hiszpania \| Movistar Team \| + 9" \| \| 3. \| Finn Fisher-Black \| Nowa Zelandia \| Red Bull-Bora-Hansgrohe \| + 12" \| \| 4. \| Oscar Onley \| Wielka Brytania \| Team Picnic-PostNL \| + 15" \| \| 5. \| Bastien Tronchon \| Francja \| Decathlon-AG2R La Mondiale \| + 24" \| \| 6. \| Lucas Plapp \| Australia \| Team Jayco AlUla \| + 24" \| \| 7. \| Magnus Sheffield \| Stany Zjednoczone \| Ineos Grenadiers \| + 27" \| \| 8. \| Thomas Gloag \| Wielka Brytania \| Team Visma \\| Lease a Bike \| + 27" \| \| 9. \| Patrick Konrad \| Austria \| Lidl-Trek \| + 31" \| \| 10. \| Michael Woods \| Kanada \| Israel-Premier Tech \| + 47" \| |                   |                   |                            |             |
| |                   |                   |                            |             |
| |                   |                   |                            |             |
| Klasyfikacja generalna |                   |                   |                            |             |
| Kolarz | Kolarz            | Państwo           | Drużyna                    | Czas        |
| 1. | Jhonatan Narváez  | Ekwador           | UAE Team Emirates XRG      | 19h 19' 16" |
| 2. | Javier Romo       | Hiszpania         | Movistar Team              | + 9"        |
| 3. | Finn Fisher-Black | Nowa Zelandia     | Red Bull-Bora-Hansgrohe    | + 12"       |
| 4. | Oscar Onley       | Wielka Brytania   | Team Picnic-PostNL         | + 15"       |
| 5. | Bastien Tronchon  | Francja           | Decathlon-AG2R La Mondiale | + 24"       |
| 6. | Lucas Plapp       | Australia         | Team Jayco AlUla           | + 24"       |
| 7. | Magnus Sheffield  | Stany Zjednoczone | Ineos Grenadiers           | + 27"       |
| 8. | Thomas Gloag      | Wielka Brytania   | Team Visma \| Lease a Bike | + 27"       |
| 9. | Patrick Konrad    | Austria           | Lidl-Trek                  | + 31"       |
| 10. | Michael Woods     | Kanada            | Israel-Premier Tech        | + 47"       |

| Klasyfikacja punktowa | Klasyfikacja punktowa | Klasyfikacja punktowa | Klasyfikacja punktowa   | Klasyfikacja punktowa |
| Kolarz                | Kolarz                | Państwo               | Drużyna                 | Punkty                |
| --------------------- | --------------------- | --------------------- | ----------------------- | --------------------- |
| 1.                    | Sam Welsford          | Australia             | Red Bull-Bora-Hansgrohe | 90 pkt                |
| 2.                    | Bryan Coquard         | Francja               | Cofidis                 | 70 pkt                |
| 3.                    | Phil Bauhaus          | Niemcy                | Bahrain Victorious      | 61 pkt                |
| 4.                    | Jhonatan Narváez      | Ekwador               | UAE Team Emirates XRG   | 60 pkt                |
| 5.                    | Tim Torn Teutenberg   | Niemcy                | Lidl-Trek               | 60 pkt                |
| 6.                    | Tobias Lund Andresen  | Dania                 | Team Picnic-PostNL      | 50 pkt                |
| 7.                    | Henri Uhlig           | Niemcy                | Alpecin-Deceuninck      | 43 pkt                |
| 8.                    | Corbin Strong         | Nowa Zelandia         | Israel-Premier Tech     | 42 pkt                |
| 9.                    | Matthew Walls         | Wielka Brytania       | Groupama-FDJ            | 38 pkt                |
| 10.                   | Javier Romo           | Hiszpania             | Movistar Team           | 31 pkt                |

| Klasyfikacja punktowa | Klasyfikacja punktowa | Klasyfikacja punktowa | Klasyfikacja punktowa   | Klasyfikacja punktowa |
| Kolarz                | Kolarz                | Państwo               | Drużyna                 | Punkty                |
| --------------------- | --------------------- | --------------------- | ----------------------- | --------------------- |
| 1.                    | Sam Welsford          | Australia             | Red Bull-Bora-Hansgrohe | 90 pkt                |
| 2.                    | Bryan Coquard         | Francja               | Cofidis                 | 70 pkt                |
| 3.                    | Phil Bauhaus          | Niemcy                | Bahrain Victorious      | 61 pkt                |
| 4.                    | Jhonatan Narváez      | Ekwador               | UAE Team Emirates XRG   | 60 pkt                |
| 5.                    | Tim Torn Teutenberg   | Niemcy                | Lidl-Trek               | 60 pkt                |
| 6.                    | Tobias Lund Andresen  | Dania                 | Team Picnic-PostNL      | 50 pkt                |
| 7.                    | Henri Uhlig           | Niemcy                | Alpecin-Deceuninck      | 43 pkt                |
| 8.                    | Corbin Strong         | Nowa Zelandia         | Israel-Premier Tech     | 42 pkt                |
| 9.                    | Matthew Walls         | Wielka Brytania       | Groupama-FDJ            | 38 pkt                |
| 10.                   | Javier Romo           | Hiszpania             | Movistar Team           | 31 pkt                |

| Klasyfikacja górska | Klasyfikacja górska | Klasyfikacja górska | Klasyfikacja górska     | Klasyfikacja górska |
| Kolarz              | Kolarz              | Państwo             | Drużyna                 | Punkty              |
| ------------------- | ------------------- | ------------------- | ----------------------- | ------------------- |
| 1.                  | Fergus Browning     | Australia           | UniSA-Australia         | 58 pkt              |
| 2.                  | Mauro Schmid        | Szwajcaria          | Team Jayco AlUla        | 27 pkt              |
| 3.                  | Jhonatan Narváez    | Ekwador             | UAE Team Emirates XRG   | 16 pkt              |
| 4.                  | Chris Harper        | Australia           | Team Jayco AlUla        | 16 pkt              |
| 5.                  | Javier Romo         | Hiszpania           | Movistar Team           | 15 pkt              |
| 6.                  | Zac Marriage        | Australia           | UniSA-Australia         | 15 pkt              |
| 7.                  | Damien Howson       | Australia           | UniSA-Australia         | 11 pkt              |
| 8.                  | Finn Fisher-Black   | Nowa Zelandia       | Red Bull-Bora-Hansgrohe | 11 pkt              |
| 9.                  | Rémy Rochas         | Francja             | Groupama-FDJ            | 10 pkt              |
| 10.                 | Patrick Konrad      | Austria             | Lidl-Trek               | 10 pkt              |

| Klasyfikacja górska | Klasyfikacja górska | Klasyfikacja górska | Klasyfikacja górska     | Klasyfikacja górska |
| Kolarz              | Kolarz              | Państwo             | Drużyna                 | Punkty              |
| ------------------- | ------------------- | ------------------- | ----------------------- | ------------------- |
| 1.                  | Fergus Browning     | Australia           | UniSA-Australia         | 58 pkt              |
| 2.                  | Mauro Schmid        | Szwajcaria          | Team Jayco AlUla        | 27 pkt              |
| 3.                  | Jhonatan Narváez    | Ekwador             | UAE Team Emirates XRG   | 16 pkt              |
| 4.                  | Chris Harper        | Australia           | Team Jayco AlUla        | 16 pkt              |
| 5.                  | Javier Romo         | Hiszpania           | Movistar Team           | 15 pkt              |
| 6.                  | Zac Marriage        | Australia           | UniSA-Australia         | 15 pkt              |
| 7.                  | Damien Howson       | Australia           | UniSA-Australia         | 11 pkt              |
| 8.                  | Finn Fisher-Black   | Nowa Zelandia       | Red Bull-Bora-Hansgrohe | 11 pkt              |
| 9.                  | Rémy Rochas         | Francja             | Groupama-FDJ            | 10 pkt              |
| 10.                 | Patrick Konrad      | Austria             | Lidl-Trek               | 10 pkt              |

| Klasyfikacja młodzieżowa | Klasyfikacja młodzieżowa | Klasyfikacja młodzieżowa | Klasyfikacja młodzieżowa   | Klasyfikacja młodzieżowa |
| Kolarz                   | Kolarz                   | Państwo                  | Drużyna                    | Czas                     |
| ------------------------ | ------------------------ | ------------------------ | -------------------------- | ------------------------ |
| 1.                       | Albert Withen Philipsen  | Królestwo Danii          | Lidl-Trek                  | 19h 20' 25"              |
| 2.                       | Zac Marriage             | Australia                | UniSA-Australia            | + 15"                    |
| 3.                       | Pablo Torres             | Hiszpania                | Interpro Cycling Academy   | + 20"                    |
| 4.                       | Lukas Nerurkar           | Wielka Brytania          | EF Education-EasyPost      | + 1' 41"                 |
| 5.                       | Menno Huising            | Holandia                 | Team Visma \| Lease a Bike | + 3' 07"                 |
| 6.                       | Tijmen Graat             | Holandia                 | Team Visma \| Lease a Bike | + 4' 33"                 |
| 7.                       | Fergus Browning          | Australia                | UniSA-Australia            | + 4' 52"                 |
| 8.                       | Matthew Brennan          | Wielka Brytania          | Team Visma \| Lease a Bike | + 5' 27"                 |
| 9.                       | Bjoern Koerdt            | Wielka Brytania          | Team Picnic-PostNL         | + 5' 33"                 |
| 10.                      | Diego Pescador           | Kolumbia                 | Movistar Team              | + 11' 17"                |

| Klasyfikacja młodzieżowa | Klasyfikacja młodzieżowa | Klasyfikacja młodzieżowa | Klasyfikacja młodzieżowa   | Klasyfikacja młodzieżowa |
| Kolarz                   | Kolarz                   | Państwo                  | Drużyna                    | Czas                     |
| ------------------------ | ------------------------ | ------------------------ | -------------------------- | ------------------------ |
| 1.                       | Albert Withen Philipsen  | Królestwo Danii          | Lidl-Trek                  | 19h 20' 25"              |
| 2.                       | Zac Marriage             | Australia                | UniSA-Australia            | + 15"                    |
| 3.                       | Pablo Torres             | Hiszpania                | Interpro Cycling Academy   | + 20"                    |
| 4.                       | Lukas Nerurkar           | Wielka Brytania          | EF Education-EasyPost      | + 1' 41"                 |
| 5.                       | Menno Huising            | Holandia                 | Team Visma \| Lease a Bike | + 3' 07"                 |
| 6.                       | Tijmen Graat             | Holandia                 | Team Visma \| Lease a Bike | + 4' 33"                 |
| 7.                       | Fergus Browning          | Australia                | UniSA-Australia            | + 4' 52"                 |
| 8.                       | Matthew Brennan          | Wielka Brytania          | Team Visma \| Lease a Bike | + 5' 27"                 |
| 9.                       | Bjoern Koerdt            | Wielka Brytania          | Team Picnic-PostNL         | + 5' 33"                 |
| 10.                      | Diego Pescador           | Kolumbia                 | Movistar Team              | + 11' 17"                |

| Klasyfikacja drużynowa | Klasyfikacja drużynowa | Klasyfikacja drużynowa       | Klasyfikacja drużynowa |
| Drużyna                | Drużyna                | Państwo                      | Czas                   |
| ---------------------- | ---------------------- | ---------------------------- | ---------------------- |
| 1.                     | Lidl-Trek              | Stany Zjednoczone            | 58h 00' 34"            |
| 2.                     | UAE Team Emirates XRG  | Zjednoczone Emiraty Arabskie | + 2"                   |
| 3.                     | Israel-Premier Tech    | Izrael                       | + 1' 50"               |
| 4.                     | Team Jayco AlUla       | Australia                    | + 4' 58"               |
| 5.                     | Groupama-FDJ           | Francja                      | + 5' 22"               |

| Klasyfikacja drużynowa | Klasyfikacja drużynowa | Klasyfikacja drużynowa       | Klasyfikacja drużynowa |
| Drużyna                | Drużyna                | Państwo                      | Czas                   |
| ---------------------- | ---------------------- | ---------------------------- | ---------------------- |
| 1.                     | Lidl-Trek              | Stany Zjednoczone            | 58h 00' 34"            |
| 2.                     | UAE Team Emirates XRG  | Zjednoczone Emiraty Arabskie | + 2"                   |
| 3.                     | Israel-Premier Tech    | Izrael                       | + 1' 50"               |
| 4.                     | Team Jayco AlUla       | Australia                    | + 4' 58"               |
| 5.                     | Groupama-FDJ           | Francja                      | + 5' 22"               |

### Liderzy klasyfikacji
| Etap   |             | Pierwsze miejsce _ | Klasyfikacja generalna | Punktowa     | Górska          | Młodzieżowa             | Drużynowa _        |
| ------ | ----------- | ------------------ | ---------------------- | ------------ | --------------- | ----------------------- | ------------------ |
| 1      | płaski      | Sam Welsford       | Sam Welsford           | Sam Welsford | Fergus Browning | Matthew Brennan         | Alpecin-Deceuninck |
| 2      | pagórkowaty | Sam Welsford       | Sam Welsford           | Sam Welsford | Fergus Browning | Matthew Brennan         | Alpecin-Deceuninck |
| 3      | pagórkowaty | Javier Romo        | Javier Romo            | Sam Welsford | Fergus Browning | Albert Withen Philipsen | Lidl-Trek          |
| 4      | płaski      | Bryan Coquard      | Javier Romo            | Sam Welsford | Fergus Browning | Albert Withen Philipsen | Lidl-Trek          |
| 5      | górzysty    | Jhonatan Narváez   | Jhonatan Narváez       | Sam Welsford | Fergus Browning | Albert Withen Philipsen | Lidl-Trek          |
| 6      | płaski      | Sam Welsford       | Jhonatan Narváez       | Sam Welsford | Fergus Browning | Albert Withen Philipsen | Lidl-Trek          |
| Koniec | Koniec      |                    | Jhonatan Narváez       | Sam Welsford | Fergus Browning | Albert Withen Philipsen | Lidl-Trek          |